# Garrett Davis

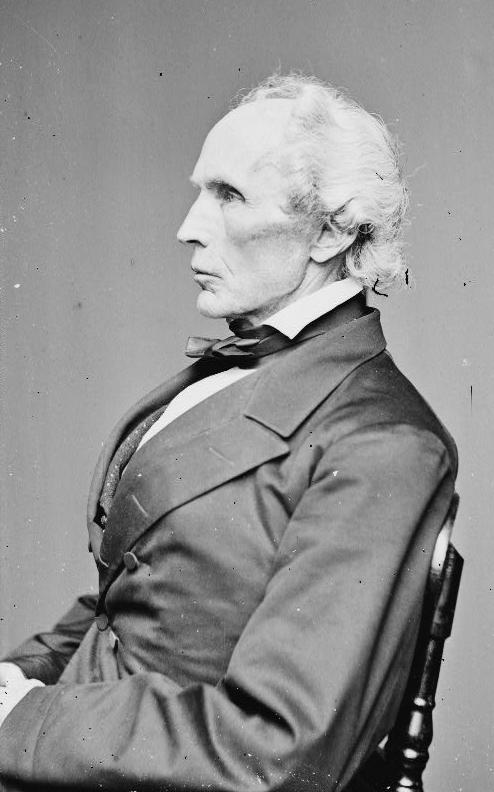
Garrett Davis

Garrett Davis, född 10 september 1801 i Mount Sterling, Kentucky, död 22 september 1872 i Paris, Kentucky, var en amerikansk politiker. Han representerade delstaten Kentucky i båda kamrarna av USA:s kongress, först i representanthuset 1839–1847 och sedan i senaten från 1861 fram till sin död.
Davis studerade juridik och inledde 1823 sin karriär som advokat i Paris, Kentucky. Han gick med i Whigpartiet och blev invald i representanthuset i kongressvalet 1838. Han omvaldes tre gånger och bestämde sig sedan för att inte ställa upp till omval i kongressvalet 1846.
Davis var under 1850-talet en av de främsta företrädarna för Knownothings i Kentucky. Han bestämde sig för att inte ställa upp som knownothing i guvernörsvalet i Kentucky 1855. Partiet nominerade Charles S. Morehead som vann valet.
Knownothings nominerade Millard Fillmore i presidentvalet i USA 1856. Ångbåtföretagaren George Law kom på andra plats i både första och andra omröstningen på partiets konvent i Philadelphia. Davis kom på tredje plats. Han fick 18 röster i första omröstningen och åtta röster i den avgörande andra omröstningen. Fillmore, som nominerades även av whigs, fick 21,6 % av rösterna och kom på tredje plats i själva presidentvalet. Davis var inte aktivt intresserad av att bli presidentkandidat. Antikatolicismen var Davis främsta orsak att engagera sig i knownothings.
Davis var motståndare till sydstaternas utträde ur USA. Han blev en ivrig unionist efter åren som whig och knownothing. Han stödde Constitutional Union Party i presidentvalet i USA 1860 och National Union Party i presidentvalet i USA 1864. Han efterträdde 1861 John Cabell Breckinridge i USA:s senat och bytte 1865 parti till Demokratiska partiet. Senator Davis omvaldes 1867. Han avled 1872 i ämbetet och efterträddes av Willis Benson Machen.